# Жен ан Аргон
Жен ан Аргон (фр. Gesnes-en-Argonne) насеље је и општина у североисточној Француској у региону Лорена, у департману Меза која припада префектури Верден.
По подацима из 2011. године у општини је живело 48 становника, а густина насељености је износила 6,8 становника/km². Општина се простире на површини од 7,06 km². Налази се на средњој надморској висини од 218 метара (максималној 254 m, а минималној 165 m).

## Демографија
| 1962. | 1968. | 1975. | 1982. | 1990. | 1999. | 2011. |
| ----- | ----- | ----- | ----- | ----- | ----- | ----- |
| 58    | 58    | 56    | 59    | 51    | 52    | 48    |

График промене броја становника у току последњих година